# Fredrik II Eugen av Württemberg
Fredrik II Eugen av Württemberg, född 21 januari 1732, död 23 december 1797, var hertig av Württemberg 1795-1797.

## Biografi
Han var fjärde sonen till hertig Karl Alexander och Maria Augusta von Thurn und Taxis (1706-1756).
Efter att hans äldre bror hertig Ludvig Eugen dött 1795, regerade Fredrik Eugen som hertig av Württemberg fram till sin död år 1797.

## Familj
Han gifte sig 1753 med Sophia Dorothea av Brandenburg-Schwedt, med vilken han fick tolv barn:
1. Fredrik I av Württemberg (1754–1816)
2. Ludwig av Württemberg (1756–1817) , gift 1:o med Maria Anna Czartoryska, 2:o med Henriette av Nassau-Weilburg
3. Eugen Fredrik av Württemberg (1758–1822)
4. Sophie Marie Dorothea (1759–1828) , gift med Paul I av Ryssland
5. Wilhelm av Württemberg (1761–1830) , gift morganatiskt
6. Ferdinand August Friedrich (1763–1834)
7. Friederike Elisabeth Amalie (1765–1785) , gift med Peter I av Oldenburg
8. Elisabeth Wilhelmine Luise (1767–1790), gift med Frans I av Österrike
9. Friederike Wilhelmine Katharina (född och död 1768)
10. Karl Friedrich Heinrich (1770–1791)
11. Alexander Fredrik av Württemberg (1771–1833)
12. Karl Heinrich (1772–1833).

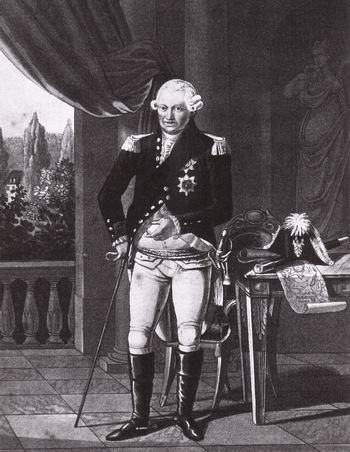
Fredrik II Eugen, hertig av Württemberg.